# Minyomerus conicollis
Minyomerus conicollis (лат.) — вид жуков-долгоносиков рода Minyomerus из подсемейства Entiminae. Северная Америка.

## Распространение
США, Техас.

## Описание
Мелкие жуки-долгоносики, длина самок от 2,80 до 3,42 мм; длина рострума (хоботка) 0,40—0,48 мм. Длина самцов 2,41—2,85 мм. Отличаются сильно выпуклыми надкрыльями. Основная окраска тела от оранжево-коричневой до чёрной.
Покровы несут прижатые чешуйки (мелкие, беловатые и коричневые), которые имеют субокруглую форму и сзади перекрываются; голова направлена немного вентрально; задние лапки короче, чем задние голени; на всех лапках отсутствуют подушечки щетинок, но имеются толстые щипики.
Ассоциированы с такими растениями, как Larrea tridentata (Zygophyllaceae). Личинки предположительно питаются на корнях растений.
Вид впервые описан в 1920 году, а его валидный статус был подтверждён в 2015 году американскими энтомологами Майклом Янсеном (Michael Andrew Jansen) и Нико Францем (Nico M. Franz; Arizona State University, Темпе, США).